# Camponotus luteus
Camponotus luteus är en myrart som först beskrevs av Smith 1858.  Camponotus luteus ingår i släktet hästmyror, och familjen myror. Inga underarter finns listade.